# Danijel Ljuboja
        }}
Danijel Ljuboja (en serbe en écriture cyrillique : Данијел Љубоја), né le 4 septembre 1978 à Vinkovci (Yougoslavie, aujourd'hui Croatie), est un footballeur international serbe, naturalisé français en 2004. Il évoluait au poste d'attaquant.

## Biographie
Né à Vinkovci, il commence le football enfant à HNK Cibalia puis à NK Osijek. À 11 ans, il intègre le centre de formation de l'Étoile rouge de Belgrade où il ne reste que six mois. Il intègre le centre de formation du FC Sochaux après y avoir fait un essai. Il franchit les étapes et fait ses débuts en équipe première face à l'Olympique lyonnais, en septembre 1998. Sochaux est relégué en Ligue 2 à l'issue de la saison 1998-1999. La saison suivante, il est deuxième meilleur buteur de Ligue 2, ce qui ne suffit pas à ramener Sochaux dans l'élite. Il signe au RC Strasbourg à l'été 2000.

### RC Strasbourg
Ses débuts à Strasbourg sont difficiles car malgré la victoire en Coupe de France, Strasbourg descend en Ligue 2 et il ne marque que 3 buts en 30 matchs lors de sa première saison. Mais Danijel Ljuboja n'aura attendu que 24 minutes pour marquer son premier but sous les couleurs du Racing. Pour son premier match, le 28 juillet 2000 face au Paris SG, il trompe Dominique Casagrande sur corner. Il retrouve son efficacité en Ligue 2 et marque 15 buts (cinquième buteur de Ligue 2).
La saison 2002-03 permet au RC Strasbourg de se poser en Ligue 1 (13e) et Danijel Ljuboja marque 9 buts. L'année d'après voit l'arrivée de Mamadou Niang avec qui il se révèle comme très complémentaire. En cinq mois, ils inscrivent à eux deux 15 buts. Ce tandem n'est que temporaire car "Ljubo" est prêté six mois au PSG.

### Espoirs puis désillusions au PSG
Au PSG, Danijel Ljuboja devient vice-champion de France 2003-04 et gagne la Coupe de France. Il marque 12 buts sur toute la saison en championnat (7 à Strasbourg et 5 à Paris).
À l'été 2004, il est définitivement transféré au PSG pour 3 millions d'euros. La saison 2004-05 n'est pas une réussite. Avec 2 buts inscrits en 25 matchs, il reste dans l'ombre de Pauleta, le PSG finit 9e du championnat et ne brille pas en Ligue des champions 2004-2005, en finissant dernier de son groupe derrière le CSKA Moscou, Chelsea et FC Porto.

### Expérience mitigée en Bundesliga
En 2005, il est transféré en Allemagne, au VfB Stuttgart où il doit former la ligne d'attaque avec le Danois Jon Dahl Tomasson. Il marque 8 buts et le club finit 9e de Bundesliga, mais sur la fin de saison, il entre en conflit avec ses dirigeants et finit la saison en équipe réserve.
Il est malgré cela sélectionné en vue de la Coupe du monde. Dans le groupe C, la Serbie-et-Monténégro perd ses trois matches, dont deux qu'il dispute, entrant en cours de jeu contre les Pays-Bas et l'Argentine.
Lors de la saison 2006-2007, il est prêté à Hambourg SV. Il y marque 5 buts en 17 matchs mais finit à nouveau la saison en équipe réserve car il n'assiste pas aux réunions d'équipe. De retour à Stuttgart où il n'est pas désiré, il refuse une offre de l'AC Sienne alors que les clubs s'étaient mis d'accord. Il ne joue pas pendant six mois et est de nouveau prêté, à Wolfsburg cette fois-ci, en janvier 2008. Il y marque un seul but en championnat, d'une frappe de 30 mètres.

### Retour en France
En juillet 2009, L'attaquant serbe s'est engagé pour deux saisons avec Grenoble Foot 38, où il devient très vite indispensable.
Le 8 août 2009, Danijel Ljuboja joue son premier match avec le GF38 contre l'Olympique de Marseille (0-2) où il rentre à la 54e minute, et le 15 août 2009 il marque son premier but avec le GF38 contre Boulogne sur mer (2-1) à la 47e minute.
Finalement il réussira une belle saison à titre personnel avec 10 buts marqués en 30 titularisations. Cela ne suffira pas pour maintenir le GF 38 en Ligue 1 qui finit à la 20e place, occupée depuis la 4e journée.
Le 31 août 2010, il signe pour un an avec l'OGC Nice avec une année supplémentaire en option s'il joue plus de 20 matches dans la saison. Le coût du transfert s'élève à 300 000 €. Après une saison mitigée qu'il termine avec 6 buts toutes compétitions confondues, il quitte le club.

### Au Legia Varsovie

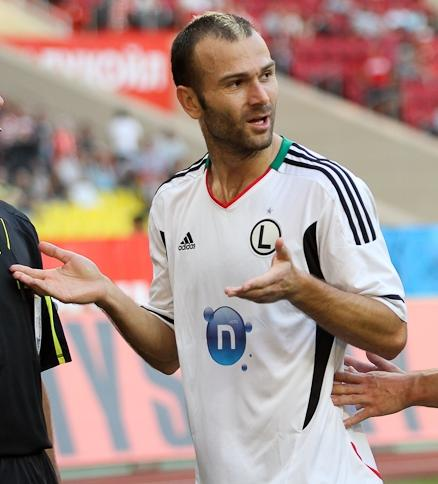
Ljuboja sous le maillot du Legia Varsovie en 2011.

Le 15 juin 2011, Danijel Ljuboja signe un contrat d'un an plus une autre année en option au Legia Varsovie en Pologne, et découvre ainsi le neuvième club de sa carrière. Il inscrit son premier but face au Górnik Zabrze lors de la deuxième journée du championnat le 12 août. Dès les premières semaines, il se montre décisif et forme un bon duo avec son compatriote Miroslav Radović, milieu offensif du club. Il est même désigné « joueur du mois d'août » par les capitaines et entraîneurs des clubs adverses. Meilleur buteur du club (11 buts en 30 matches d'Ekstraklasa, tous disputés en tant que titulaire), Ljuboja l'emmène avec ses coéquipiers vers la troisième place du classement et la victoire en Coupe de Pologne (3–0 sur le Ruch Chorzów, ouverture du score du Serbe). En Ligue Europa, le parcours du Legia est assez bon, puisqu'après une qualification pour la phase de poules acquise sur le terrain du Spartak Moscou, le club polonais sort de son groupe plutôt facilement et ne s'incline en seizièmes de finale que pour un but d'écart, face au Sporting CP.
Compte tenu de ses bonnes performances, son contrat est prolongé d'un an lors de l'été 2012. Malgré l'arrivée au Legia de Marek Saganowski, Ljuboja joue et score toujours autant lors de la première partie de saison. Meilleur buteur du championnat 2012-2013 durant plusieurs semaines, son impact va toutefois se réduire avec l'arrivée de Vladimer Dvalishvili lors du mercato hivernal, le Legia possédant alors trois buteurs de qualité (12 buts pour Dvalishvili et 10 pour « Sagan » à la fin du championnat). En mai 2013, après la victoire en finale de Coupe de Pologne (compétition qu'il ne dispute pas), Ljuboja est sanctionné par ses dirigeants pour mauvaise conduite, après une soirée trop alcoolisée. Écarté du groupe professionnel, il n'y revient que pour faire ses adieux aux supporters, qui fêtent l'obtention du titre de champion, lors de la dernière journée. Logiquement après cet épisode, son contrat n'est pas renouvelé.

### RC Lens
Le 19 juillet 2013, à 34 ans, il signe un nouveau retour en France et un contrat d'un an avec le Racing Club de Lens, assorti d'une prolongation automatique d'une année en cas de montée en Ligue 1.
Le 4 août, à l'occasion de la première journée du championnat de Ligue 2, il inscrit son premier but sur penalty au stade Bollaert-Delelis, qui offre la victoire 1-0 au RC Lens face au CA Bastia.
Le 9 août 2014, le RC Lens le libère de son contrat.
Le 28 août 2014, il annonce sur son compte Twitter qu'il rejoindra le championnat allemand mais décide finalement de mettre un terme à sa carrière football au mois de décembre pour devenir recruteur pour son ancien club du Legia Varsovie.

## Statistiques
| Saison                | Club                   | Championnat           | Championnat | Championnat | Coupe nationale | Coupe nationale | Coupe de la Ligue | Coupe de la Ligue | Supercoupe | Supercoupe | Compétition(s) continentale(s) | Compétition(s) continentale(s) | Compétition(s) continentale(s) | Serbie-et-Monténégro | Serbie-et-Monténégro | Total | Total |
| Saison                | Club                   | Division              | M.          | B.          | M.              | B.              | M.                | B.                | M.         | B.         | Comp.                          | M.                             | B.                             | M.                   | B.                   | M.    | B.    |
| 1998-1999             | FC Sochaux-Montbéliard | Division 1            | 26          | 4           | 2               | 0               | 4                 | 1                 | -          | -          | -                              | -                              | -                              | -                    | -                    | 32    | 5     |
| 1999-2000             | FC Sochaux-Montbéliard | Division 2            | 36          | 16          | 2               | 1               | 3                 | 1                 | -          | -          | -                              | -                              | -                              | -                    | -                    | 41    | 18    |
| 2000-2001             | RC Strasbourg          | Division 1            | 30          | 3           | 5               | 3               | -                 | -                 | -          | -          | -                              | -                              | -                              | -                    | -                    | 35    | 6     |
| 2001-2002             | RC Strasbourg          | Division 2            | 38          | 15          | 3               | 2               | 4                 | 5                 | 1          | 1          | C3                             | 2                              | 2                              | -                    | -                    | 48    | 25    |
| 2002-2003             | RC Strasbourg          | Ligue 1               | 37          | 9           | 1               | 0               | -                 | -                 | -          | -          | -                              | -                              | -                              | 2                    | 0                    | 40    | 9     |
| 2003-2004             | RC Strasbourg          | Ligue 1               | 16          | 7           | 1               | 0               | 1                 | 0                 | -          | -          | -                              | -                              | -                              | 2                    | 1                    | 20    | 8     |
| 2003-2004             | Paris Saint-Germain    | Ligue 1               | 17          | 5           | 4               | 0               | -                 | -                 | -          | -          | -                              | -                              | -                              | 1                    | 0                    | 22    | 5     |
| 2004-2005             | Paris Saint-Germain    | Ligue 1               | 25          | 2           | 2               | 1               | 2                 | 0                 | 1          | 0          | C1                             | 5                              | 0                              | 5                    | 0                    | 40    | 3     |
| 2005-2006             | VfB Stuttgart          | Bundesliga            | 26          | 8           | 1               | 1               | -                 | -                 | -          | -          | C3                             | 6                              | 4                              | 8                    | 0                    | 41    | 13    |
| 2006-2007             | Hambourg SV (prêt)     | Bundesliga            | 16          | 5           | 1               | 1               | -                 | -                 | -          | -          | C1                             | 6                              | 0                              | 1                    | 0                    | 24    | 6     |
| 2007-2008             | VfL Wolfsburg (prêt)   | Bundesliga            | 8           | 1           | 2               | 0               | -                 | -                 | -          | -          | -                              | -                              | -                              | -                    | -                    | 10    | 1     |
| 2008-2009             | VfB Stuttgart          | Bundesliga            | 3           | 0           | 1               | 0               | -                 | -                 | -          | -          | CI+C3                          | 1+2                            | 0+0                            | -                    | -                    | 7     | 0     |
| 2009-2010             | Grenoble Foot 38       | Ligue 1               | 34          | 10          | 2               | 1               | 1                 | 0                 | -          | -          | -                              | -                              | -                              | -                    | -                    | 37    | 11    |
| 2010-2011             | Grenoble Foot 38       | Ligue 2               | 3           | 0           | -               | -               | 1                 | 0                 | -          | -          | -                              | -                              | -                              | -                    | -                    | 4     | 0     |
| 2010-2011             | OGC Nice               | Ligue 1               | 30          | 5           | 3               | 1               | 1                 | 0                 | -          | -          | -                              | -                              | -                              | -                    | -                    | 34    | 6     |
| 2011-2012             | Legia Varsovie         | Ekstraklasa           | 30          | 11          | 4               | 2               | -                 | -                 | -          | -          | C3                             | 12                             | 1                              | -                    | -                    | 46    | 14    |
| 2012-2013             | Legia Varsovie         | Ekstraklasa           | 26          | 12          | -               | -               | -                 | -                 | 1          | 1          | C3                             | 5                              | 3                              | -                    | -                    | 32    | 16    |
| 2013-2014             | RC Lens                | Ligue 2               | 30          | 8           | 3               | 0               | -                 | -                 | -          | -          | -                              | -                              | -                              | -                    | -                    | 33    | 8     |
| Total sur la carrière | Total sur la carrière  | Total sur la carrière | 431         | 121         | 37              | 13              | 17                | 7                 | 3          | 2          | -                              | 39                             | 10                             | 19                   | 1                    | 546   | 154   |

## Palmarès

### En club
- Champion d'Allemagne en 2007 avec le VfB Stuttgart
- Champion de Pologne en 2013 avec le Legia Varsovie
- Vainqueur de la Coupe de France en 2001 avec le Racing Club de Strasbourg et en 2004 avec le Paris Saint-Germain
- Vainqueur de la Coupe de Pologne en 2012 avec le Legia Varsovie

### EnÉquipe de Serbie-et-Monténégro
- 17 sélections et 1 but entre 2003 et 2006
- Participation à la Coupe du Monde en 2006 (Premier Tour)

### EnÉquipe de Serbie
- 2 sélections en 2006

### Distinctions individuelles
- Trophée du joueur du mois de Ligue 1 UNFP en février 2004.
- Joueur du mois d'Ekstraklasa en août 2011[5]
- Meilleur joueur étranger d'Ekstraklasa en 2012[Note 1],[12]